# Hank Williams Jr.'s Greatest Hits
Hank Williams Jr.'s Greatest Hits è una compilation del cantautore statunitense Hank Willliams Jr.
Pubblicato nel 1982, è il disco più venduto di sempre dell'artista. Ha ricevuto 5 dischi di platino negli Stati Uniti.

## Tracce
1. Family Tradition – 4:02
2. Whiskey Bent And Hell Bound – 3:08
3. Women I've Never Had – 2:54
4. Old Habits – 3:03
5. Kaw-Liga – 4:24
6. Dixie On My Mind – 2:36
7. Texas Women – 2:29
8. The American Dream – 2:19
9. A Country Boy Can Survive – 4:15
10. All My Rowdy Friends (Have Settled Down) – 4:00